# J. J. Redick
Pour les articles homonymes, voir Redick.
Jonathan Clay « J. J. » Redick, né le 24 juin 1984 à Cookeville au Tennessee, est un joueur puis entraîneur américain de basket-ball. Comme joueur, il évolue au poste d'arrière. Il occupe le poste d'entraîneur principal des Lakers de Los Angeles au sein de la National Basketball Association (NBA).

## Biographie

### Carrière universitaire
J.J. Redick a été élu meilleur joueur de l'année de la NCAA en 2005, puis à égalité avec Adam Morrison à l'issue de la saison 2005-2006 avec une moyenne d'à peu près 33 points par match.
Il a évolué chez les Blue Devils de Duke pendant sa carrière universitaire où il est le meilleur marqueur de l'histoire de l'équipe. Il a aussi battu le record de paniers à 3 points réussis de la NCAA (record battu en 2014 par Travis Bader).

### Carrière professionnelle

#### Magic d'Orlando (2006-2013)
Le 28 juin 2006, il est sélectionné à la 11e position de la draft 2006 de la NBA par le Magic d'Orlando.
Après six saisons passées au Magic d'Orlando, il prolonge pour une saison supplémentaire à 6,2 millions de dollars le 5 juillet 2012.

#### Bucks de Milaukee (fév. - juin 2013)
Au milieu de sa septième saison avec le Magic, après des semaines de discussions, le shooteur de la franchise d'Orlando prend finalement la direction de Milwaukee dans un échange à trois équipes qui se conclut le 21 février 2013, dernier jour du marché des transferts.
Le 1er juillet 2013, en fin de contrat, il devient agent libre.

#### Clippers de Los Angeles (2013-2017)
Durant la free-agency de l'été 2013, il rejoint les Clippers de Los Angeles avec Jared Dudley en échange d'Eric Bledsoe, Caron Butler, un second tour de draft 2015 et un second tour de draft 2016.
En février 2014, à cause d'une blessure à la hanche et d'une blessure à l'épaule, il manque entre trois et cinq semaines.
Le 1er juillet 2017, en fin de contrat, Redick devient agent libre.

#### 76ers de Philadelphie (2017-2019)
Le 9 juillet 2017, il signe un contrat avec les 76ers de Philadelphie.

#### Pelicans de La Nouvelle-Orléans (2019-2021)
Le 1er juillet 2019, il s'engage pour deux années avec les Pelicans de La Nouvelle-Orléans.

#### Mavericks de Dallas (2021)
Le 25 mars 2021, Redick est échangé chez les Mavericks de Dallas en compagnie de Nicolò Melli contre James Johnson et Wes Iwundu.

### Retraite de joueur et reconversion
Le 21 septembre 2021, à 37 ans, il prend sa retraite après 15 saisons en NBA.
Producteur de podcast sur le basket où il commente l'actualité et accueille en invités nombre de joueurs et entraineurs, Redick intègre l'équipe des commentateurs d'ESPN comme analyste dès l'automne 2021.
Il commente les Finales NBA 2024 sur ESPN aux côtés de Doris Burke et Mike Breen.

### Entraîneur
En juin 2024, Redick est nommé entraîneur des Lakers de Los Angeles dont la star LeBron James est un proche. Il signe un contrat sur 4 saisons estimé à 32 millions de dollars.

## Statistiques

### Universitaires
| Saison    | Équipe   | Matchs | Titul. | Min./m | % Tir | % 3pts | % LF | Rbds/m. | Pass/m. | Int/m. | Ctr/m. | Pts/m. |
| --------- | -------- | ------ | ------ | ------ | ----- | ------ | ---- | ------- | ------- | ------ | ------ | ------ |
| 2002-2003 | Duke     | 33     | 30     | 30,7   | 41,3  | 39,9   | 91,9 | 2,45    | 2,03    | 1,15   | 0,06   | 15,00  |
| 2003-2004 | Duke     | 37     | 35     | 31,1   | 42,3  | 39,5   | 95,3 | 3,16    | 1,57    | 0,73   | 0,08   | 15,92  |
| 2004-2005 | Duke     | 33     | 33     | 37,3   | 40,8  | 40,3   | 93,7 | 3,30    | 2,61    | 1,06   | 0,09   | 21,85  |
| 2005-2006 | Duke     | 36     | 36     | 36,7   | 47,0  | 42,1   | 86,3 | 2,11    | 2,58    | 1,42   | 0,06   | 26,78  |
| Carrière  | Carrière | 139    | 134    | 33,9   | 43,3  | 40,6   | 91,2 | 2,76    | 2,19    | 1,09   | 0,07   | 19,92  |

### Professionnelles

#### Saison régulière
| Saison    | Équipe              | Matchs | Titul. | Min./m | % Tir | % 3pts | % LF | Rbds/m. | Pass/m. | Int/m. | Ctr/m. | Pts/m. |
| --------- | ------------------- | ------ | ------ | ------ | ----- | ------ | ---- | ------- | ------- | ------ | ------ | ------ |
| 2006-2007 | Orlando             | 42     | 0      | 14,8   | 41,0  | 38,8   | 90,0 | 1,24    | 0,86    | 0,29   | 0,00   | 6,00   |
| 2007-2008 | Orlando             | 34     | 0      | 8,1    | 44,4  | 39,5   | 79,4 | 0,68    | 0,47    | 0,12   | 0,00   | 4,12   |
| 2008-2009 | Orlando             | 64     | 5      | 17,4   | 39,1  | 37,4   | 87,1 | 1,70    | 1,14    | 0,33   | 0,02   | 5,97   |
| 2009-2010 | Orlando             | 82     | 9      | 22,1   | 43,9  | 40,5   | 86,0 | 1,89    | 1,93    | 0,34   | 0,05   | 9,61   |
| 2010-2011 | Orlando             | 59     | 5      | 25,6   | 44,1  | 39,7   | 87,5 | 1,92    | 1,73    | 0,49   | 0,05   | 10,05  |
| 2011-2012 | Orlando             | 65     | 22     | 27,1   | 42,5  | 41,8   | 91,1 | 2,31    | 2,52    | 0,42   | 0,09   | 11,55  |
| 2012-2013 | Orlando             | 50     | 11     | 31,5   | 45,0  | 39,0   | 89,1 | 2,38    | 4,40    | 0,58   | 0,10   | 15,12  |
| 2012-2013 | Milwaukee           | 28     | 2      | 28,7   | 40,3  | 31,8   | 91,8 | 1,86    | 2,71    | 0,32   | 0,14   | 12,29  |
| 2012-2013 | LA Clippers         | 35     | 34     | 28,2   | 45,5  | 39,5   | 91,5 | 2,11    | 2,23    | 0,80   | 0,09   | 15,20  |
| 2014-2015 | LA Clippers         | 78     | 78     | 30,9   | 47,7  | 43,7   | 90,1 | 2,14    | 1,76    | 0,50   | 0,10   | 16,37  |
| 2015-2016 | LA Clippers         | 75     | 75     | 28,0   | 48,0  | 47,5   | 88,8 | 1,85    | 1,41    | 0,56   | 0,07   | 16,35  |
| 2016-2017 | LA Clippers         | 78     | 78     | 28,2   | 44,5  | 42,9   | 89,1 | 2,19    | 1,41    | 0,69   | 0,17   | 15,04  |
| 2017-2018 | Philadelphie        | 70     | 70     | 30,2   | 46,0  | 42,0   | 90,4 | 2,54    | 3,00    | 0,50   | 0,09   | 17,11  |
| 2018-2019 | Philadelphie        | 76     | 63     | 31,3   | 44,0  | 39,7   | 89,4 | 2,45    | 2,71    | 0,42   | 0,22   | 18,05  |
| 2019-2020 | La Nouvelle-Orléans | 60     | 36     | 26,3   | 45,3  | 45,3   | 89,2 | 2,52    | 1,98    | 0,33   | 0,17   | 15,28  |
| 2020-2021 | La Nouvelle-Orléans | 31     | 0      | 18,6   | 40,7  | 36,4   | 95,7 | 1,68    | 1,29    | 0,29   | 0,06   | 8,71   |
| 2020-2021 | Dallas              | 13     | 0      | 11,3   | 35,8  | 39,5   | 80,0 | 0,92    | 0,85    | 0,15   | 0,08   | 4,38   |
| Carrière  | Carrière            | 940    | 488    | 25,5   | 44,7  | 41,5   | 89,2 | 2,02    | 1,98    | 0,45   | 0,09   | 12,80  |

Dernière mise à jour le 30 juin 2021.

#### Playoffs
| Saison   | Équipe       | Matchs | Titul. | Min./m | % Tir | % 3pts | % LF  | Rbds/m. | Pass/m. | Int/m. | Ctr/m. | Pts/m. |
| -------- | ------------ | ------ | ------ | ------ | ----- | ------ | ----- | ------- | ------- | ------ | ------ | ------ |
| 2007     | Orlando      | 1      | 0      | 10,6   | 50,0  | 100,0  | 0,0   | 0,00    | 2,00    | 0,00   | 0,00   | 3,00   |
| 2008     | Orlando      | 2      | 0      | 5,1    | 0,0   | 0,0    | 0,0   | 0,50    | 0,00    | 0,00   | 0,00   | 0,00   |
| 2009     | Orlando      | 16     | 8      | 20,4   | 37,3  | 40,4   | 92,9  | 1,19    | 1,94    | 0,50   | 0,06   | 6,00   |
| 2010     | Orlando      | 14     | 0      | 19,2   | 42,3  | 42,9   | 85,7  | 1,71    | 1,36    | 0,71   | 0,00   | 7,50   |
| 2011     | Orlando      | 6      | 0      | 20,0   | 35,7  | 6,7    | 75,0  | 1,83    | 1,00    | 0,17   | 0,17   | 6,67   |
| 2012     | Orlando      | 5      | 0      | 24,7   | 43,2  | 21,1   | 85,7  | 1,00    | 3,20    | 0,20   | 0,00   | 10,80  |
| 2013     | Milwaukee    | 4      | 0      | 17,3   | 44,0  | 33,3   | 100,0 | 0,75    | 1,25    | 0,25   | 0,00   | 7,25   |
| 2014     | LA Clippers  | 13     | 13     | 27,0   | 45,9  | 40,0   | 96,2  | 1,69    | 1,46    | 0,85   | 0,00   | 13,31  |
| 2015     | LA Clippers  | 14     | 14     | 38,6   | 43,5  | 39,8   | 94,3  | 2,14    | 1,71    | 0,71   | 0,36   | 14,86  |
| 2016     | LA Clippers  | 6      | 6      | 27,7   | 43,0  | 35,5   | 66,7  | 2,00    | 0,83    | 0,17   | 0,17   | 13,50  |
| 2017     | LA Clippers  | 7      | 7      | 29,4   | 38,0  | 34,6   | 85,0  | 1,71    | 0,86    | 0,29   | 0,00   | 9,14   |
| 2018     | Philadelphie | 10     | 10     | 34,2   | 44,4  | 34,7   | 85,7  | 1,50    | 2,60    | 0,80   | 0,10   | 18,20  |
| 2019     | Philadelphie | 12     | 12     | 31,3   | 43,5  | 41,4   | 85,0  | 1,42    | 1,58    | 0,08   | 0,25   | 13,42  |
| Carrière | Carrière     | 110    | 70     | 26,5   | 42,5  | 37,1   | 87,9  | 1,55    | 1,62    | 0,49   | 0,11   | 10,87  |

Dernière mise à jour le 17 juin 2021.

## Statistiques en tant qu'entraîneur
| Équipe      | Année     | Saison régulière | Saison régulière | Saison régulière | Saison régulière | Saison régulière | Playoffs | Playoffs  | Playoffs | Playoffs | Playoffs |
| Équipe      | Année     | Matchs           | Victoires        | Défaites         | %                | Classement       | Matchs   | Victoires | Défaites | %        | Résultat |
| ----------- | --------- | ---------------- | ---------------- | ---------------- | ---------------- | ---------------- | -------- | --------- | -------- | -------- | -------- |
| L.A. Lakers | 2024-2025 | 82               | 50               | 32               | 60,98            | 3                | -        | -         | -        | -        | -        |
| Total       | Total     | 82               | 50               | 32               | 60,98            |                  | -        | -         | -        | -        |          |

## Records sur une rencontre en NBA
Les records personnels de J. J. Redick en NBA sont les suivants, :
| Type de statistique        | Saison régulière | Saison régulière          | Saison régulière | Playoffs | Playoffs             | Playoffs      |
| Type de statistique        | Record           | Adversaire                | Date             | Record   | Adversaire           | Date          |
| -------------------------- | ---------------- | ------------------------- | ---------------- | -------- | -------------------- | ------------- |
| Points                     | 40               | Rockets de Houston        | 18 janvier 2016  | 31       | Rockets de Houston   | 8 mai 2015    |
| Paniers marqués            | 11               | 9 fois                    | 9 fois           | 11       | Rockets de Houston   | 8 mai 2015    |
| Paniers tentés             | 27               | Trail Blazers de Portland | 4 mars 2015      | 18       | @ Heat de Miami      | 21 avril 2018 |
| Paniers à 3 points réussis | 9                | Rockets de Houston        | 18 janvier 2016  | 5        | 6 fois               | 6 fois        |
| Paniers à 3 points tentés  | 15               | 2 fois                    | 2 fois           | 12       | @ Raptors de Toronto | 27 avril 2019 |
| Lancers francs réussis     | 11               | 2 fois                    | 2 fois           | 10       | Heat de Miami        | 24 avril 2018 |
| Lancers francs tentés      | 11               | 3 fois                    | 3 fois           | 10       | 2 fois               | 2 fois        |
| Rebonds offensifs          | 3                | Rockets de Houston        | 4 novembre 2013  | 2        | Celtics de Boston    | 18 mai 2010   |
| Rebonds défensifs          | 9                | @ Hornets de Charlotte    | 19 mars 2019     | 6        | @ Rockets de Houston | 17 mai 2015   |
| Rebonds totaux             | 10               | @ Hornets de Charlotte    | 19 mars 2019     | 6        | @ Rockets de Houston | 17 mai 2015   |
| Passes décisives           | 10               | @ Nets de Brooklyn        | 28 janvier 2013  | 7        | 2 fois               | 2 fois        |
| Interceptions              | 4                | @ Rockets de Houston      | 9 novembre 2013  | 3        | 2 fois               | 2 fois        |
| Contres                    | 2                | 6 fois                    | 6 fois           | 4        | @ Rockets de Houston | 17 mai 2015   |
| Balles perdues             | 7                | Jazz de l'Utah            | 23 décembre 2012 | 6        | @ Rockets de Houston | 17 mai 2015   |
| Minutes jouées             | 51               | Thunder d'Oklahoma City   | 15 décembre 2017 | 47       | Spurs de San Antonio | 22 avril 2015 |

- Double-double : 1
- Triple-double : 0

Dernière mise à jour : 28 juin 2021

## Salaires
Les gains de J. J. Redick en carrière sont les suivants :
| Année       | Équipe                          | Salaire       |
| ----------- | ------------------------------- | ------------- |
| 2006-2007   | Magic d'Orlando                 | 1 860 720 $   |
| 2007-2008   | Magic d'Orlando                 | 2 000 160 $   |
| 2008-2009   | Magic d'Orlando                 | 2 139 720 $   |
| 2009-2010   | Magic d'Orlando                 | 2 839 408 $   |
| 2010-2011   | Magic d'Orlando                 | 7 250 000 $   |
| 2011-2012   | Magic d'Orlando                 | 6 750 000 $   |
| 2012-2013   | Bucks de Milwaukee              | 6 190 000 $   |
| 2013-2014   | Clippers de Los Angeles         | 6 300 000 $   |
| 2014-2015   | Clippers de Los Angeles         | 6 583 500 $   |
| 2015-2016   | Clippers de Los Angeles         | 6 867 000 $   |
| 2016-2017   | Clippers de Los Angeles         | 7 377 500 $   |
| 2017-2018   | 76ers de Philadelphie           | 23 000 000 $  |
| 2018-2019   | 76ers de Philadelphie           | 12 250 000 $  |
| 2019-2020   | Pelicans de La Nouvelle-Orléans | 13 486 300 $  |
| 2020-2021   | Pelicans de La Nouvelle-Orléans | 13 013 700 $  |
| Total Gains | Total Gains                     | 117 908 008 $ |

## Pour approfondir